# Ockelbo kommun
Ockelbo kommun är en inlandskommun i Gävleborgs län. Centralort är tätorten Ockelbo.
Genom kommunen löper den så kallade norrlandsgränsen. Västra delen av kommunen utgörs av kuperad barrskogsterräng och den östra är relativt låglänt. Etableringen av Norra stambanan gjorde att flera småföretag sökte sig till Ockelbo och det som idag utgör centralorten blev en betydande stationsort. Successivt har näringslivet omvandlats till det differentierade näringsliv som kommunen har idag. 
Nästintill årligen minskade kommunens befolkning fram till 2015. Därefter har trenden vänt. Centerpartiet och Socialdemokraterna har styrt kommunen i koalition från 2006 till 2022.

## Administrativ historik
Kommunens område motsvarar Ockelbo socken och en del av Skogs socken. I dessa socknar bildades vid kommunreformen 1862 landskommuner med motsvarande namn. 
Kommunreformen 1952 påverkade inte indelningarna i området.
Ockelbo kommun bildades vid kommunreformen 1971 av Ockelbo landskommun och en del ur Skogs landskommun (området som utgjorde Lingbo församling).
Kommunen ingick från bildandet till 26 april 2004 i Sandvikens domsaga och ingår sen dess i Gävle domsaga.

## Geografi
Kommunen ligger huvudsakligen i den nordvästra delen av landskapet Gästrikland, men en mindre del norr (Lingbo distrikt) ligger i landskapet Hälsingland.

### Topografi och hydrografi

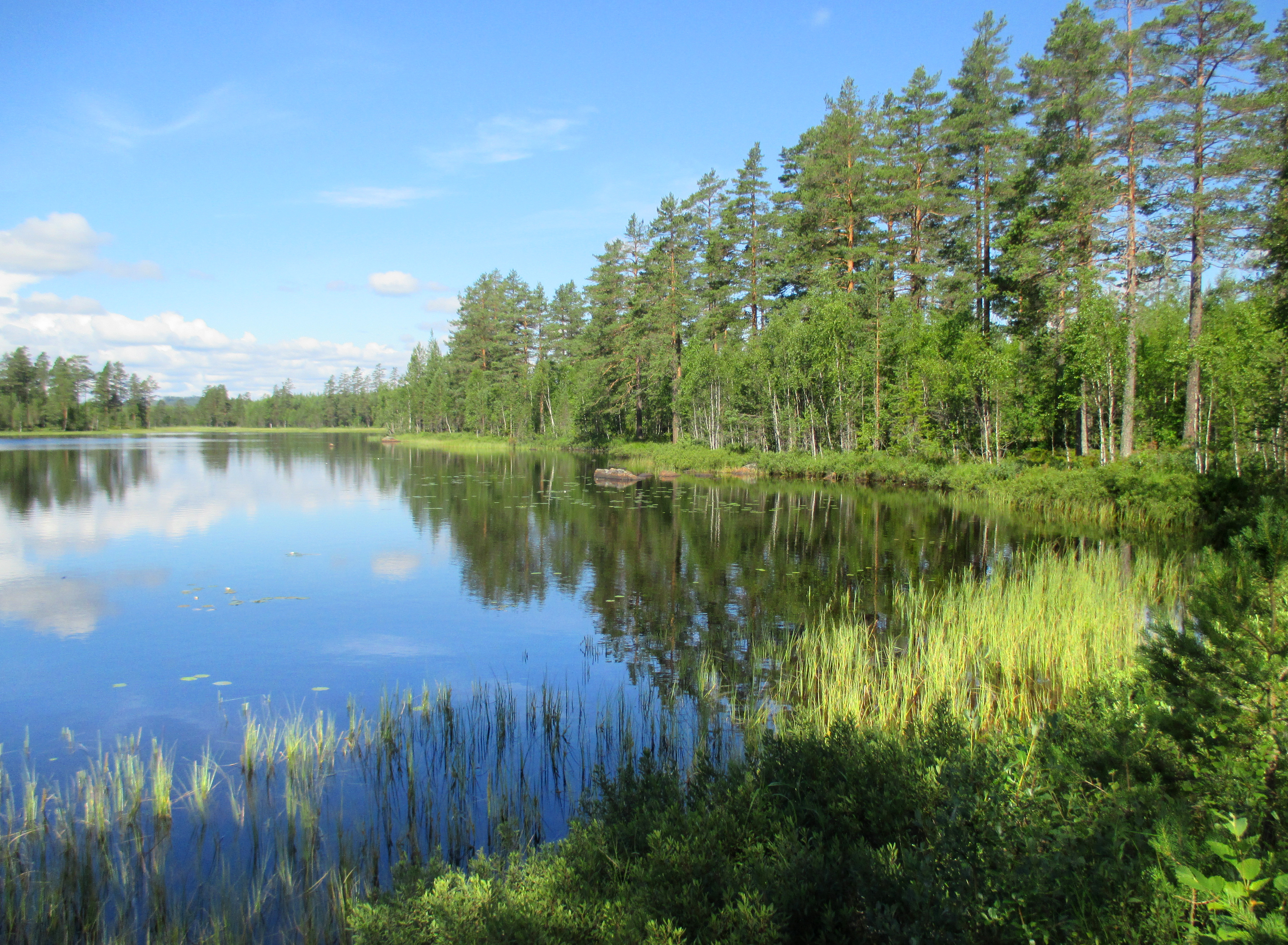
Sidsjön nära byn Källsjön 2014.

Den så kallade norrlandsgränsen löper genom Ockelbo kommun och blockig morän täcker urbergsberggrunden. Västra delen av kommunen utgörs av kuperad barrskogsterräng med många sjöar och myrar i de lägre terränglägena. Den östra delen är relativt låglänt med lerig odlingsmark och  slättområden kring tätorterna Ockelbo och Åmot. I det östra området finns också  klapperstensfält så som vid Lappåsen i nordöst. Genom kommunen löper två större rullstensåsar, en nord–sydlig genom centralorten och en nordväst–sydöstlig utmed Jädraån.

### Naturskydd
År 2022 fanns fyra naturreservat i Ockelbo kommun: Kroksjö öga, Latåsen, Lundbosjön och Trollberget. Av dessa var ett även klassat som Natura 2000-område, Lundbosjön.
Kroksjö öga utgörs av ett dödislandskap med skog och myrmark. Även Latåsen utgörs av skog och i reservatet hittas rödlistade arter som violettgrå tagellav, kötticka och ullticka. Lundbosjön är ett variationsrikt naturreservat. Den oreglerad Testeboån  omges av svämlövskog och frodiga strandängar. I reservatet finns också Sveriges nordligaste naturliga förekomst av ek. Naturreservatet Trollberget utgörs primärt av skog där har rödlistade arter knutna till död granved påträffats, så som rynkskinn och ullticka.

### Administrativ indelning

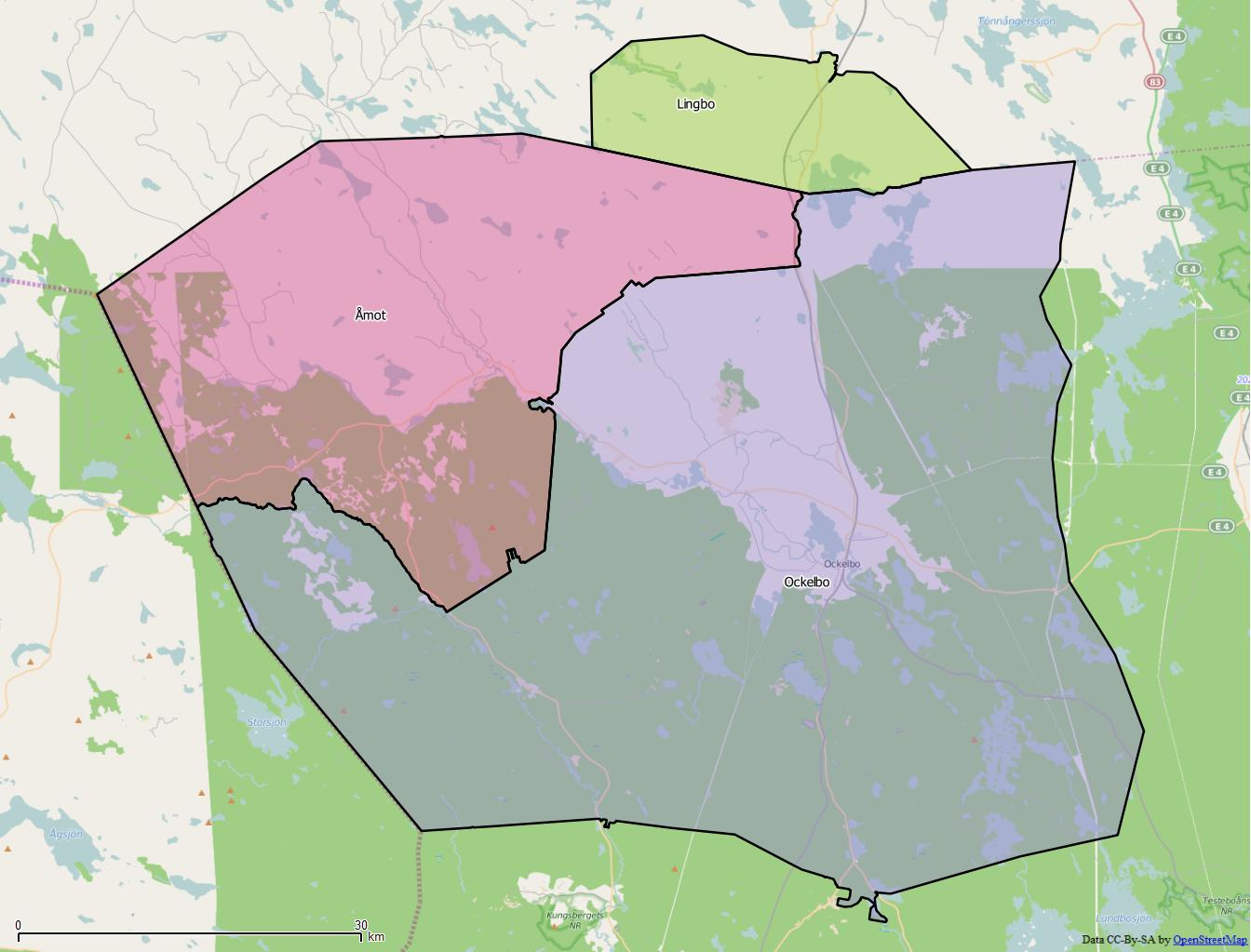
Distrikt inom Ockelbo kommun

Fram till 2016 var kommunen för befolkningsrapportering indelad i ett enda område, Ockelbo församling.
Från 2016 indelas kommunen i tre distrikt – vilka motsvarar församlingsindelningen den 31 december 1999, just före de slogs  samman till en församling – Lingbo, Ockelbo och Åmot.

### Tätorter
År 2021 bodde 58,2 procent av kommunens invånare i någon av kommunens tätorter, vilket var lägre än motsvarande siffra för riket där genomsnittet var 87,6 procent. Vid Statistiska centralbyråns tätortsavgränsning 2020 fanns det tre tätorter i Ockelbo kommun:
| Nr                          | Tätort  | Folkmängd |
| --------------------------- | ------- | --------- |
| 1                           | Ockelbo | 2 984     |
| 2                           | Lingbo  | 288       |
| 3                           | Åmot    | 210       |
| Centralorten är i fet stil. |         |           |

| Karta |
| ----- |
|       |

## Styre och politik

### Styre
Centerpartiet och Socialdemokraterna tog över makten 2006 och fortsatte därefter styra efter valen 2010 och 2014. På frågan om varför Socialdemokraterna i Ockelbo inte samarbetar med något av de andra rödgröna partierna svarade kommunalrådet Magnus Jonsson (S) 2014 att "S och C är de två största partierna och Centern har alltid tagit ansvar oavsett om det gällt positiva och negativa saker och framförallt har det en del med personkemin att göra". Efter valet 2018 backade Socialdemokraterna men kunde fortsatt styra i majoritet tillsammans med Centerpartiet under mandatperioden 2018–2022. Efter valet 2022 fick Socialdemokreterna ytterligare ett mandat i kommunfullmäktige och samarbetet med Centerpartiet fortsätter under mandatperioden 2022–2026.

### Kommunfullmäktige

#### Presidium
| Presidium 2022–2026    | Presidium 2022–2026 | Presidium 2022–2026 |
| ---------------------- | ------------------- | ------------------- |
| Ordförande             | S                   | Anna Schönning      |
| Förste vice ordförande | C                   | Lars Erik Vikberg   |
| Andre vice ordförande  | (-)                 | Jonny Lindblom      |

#### Mandatfördelning 1970–2022
| 23 | 12 | 4 | 2 |

| 34 | 7 |

| 23 | 13 | 2 | 3 |

| 33 | 8 |

| 23 | 14 | 2 | 2 |

| 28 | 13 |

|  | 21 | 14 | 2 | 3 |

| 26 | 15 |

| 2 | 23 | 12 |  | 3 |

| 26 | 15 |

| 2 | 22 | 11 | 2 | 4 |

| 26 | 15 |

| 2 | 16 |  | 8 | 2 | 2 |

| 20 |  | 10 |

| 2 | 15 |  | 8 |  |  | 3 |

| 21 | 10 |

| 3 | 17 |  | 7 |  | 2 |

| 17 | 14 |

| 9 | 11 |  | 6 |  | 3 |

| 16 | 15 |

| 6 | 14 |  | 8 | 2 |

| 16 | 15 |

| 4 | 15 |  | 7 |  | 3 |

| 16 | 15 |

| 2 | 15 |  | 2 | 5 |  |  | 4 |

| 17 | 14 |

|  | 15 |  | 5 | 5 | 2 | 2 |

| 18 | 13 |

| 2 | 12 |  | 8 | 5 |  | 2 |

| 17 | 14 |

|  | 13 |  | 9 | 4 |  | 2 |

| 18 | 13 |

* Under mandatperioden blev först ett av Sverigedemokraternas och senare även ett av Moderaternas mandat vakanta på grund av att ledamöter avsade sig sina platser.

### Nämnder

#### Kommunstyrelse
Kommunstyrelsen i Ockelbo kommun utgörs av 11 ordinarie ledamöter. Dess ordförande är kommunens enda kommunalråd. Förutom det som åligger kommunstyrelsen enligt lag är Ockelbos kommunstyrelse även ansvarig för ekonomi- och personalfrågor, näringslivsutveckling, turism, kommunikationer, arbetsmarknads- och arbetslivsfrågor, kommunal beredskap, säkerhetsfrågor samt teknikverksamhet. För detta arbete har kommunstyrelsen tre utskott: ekonomiutskottet, tillväxtutskottet och personalutskottet.
| Presidium 2022–2026 | Presidium 2022–2026 | Presidium 2022–2026 |
| ------------------- | ------------------- | ------------------- |
| Ordförande          | S                   | Magnus Jonsson      |
| Vice ordförande     | C                   | Marit Rempling      |

#### Övriga nämnder
I kommunen finns sex nämnder. Förutom de som presenterats nedan finns även Valnämnden och de kommungemensamma nämnderna Västra Gästrikland samhällsbyggnadsnämnd och Överförmyndarnämnden Västra Gästrikland. Dessa är gemensamma för kommunerna Ockelbo, Hofors och Sandviken.
| Nämnd                          | Ordförande | Ordförande        | Vice ordförande | Vice ordförande    |
| ------------------------------ | ---------- | ----------------- | --------------- | ------------------ |
| Socialnämnden                  | S          | Anders Öquist     | S               | Anna Karin Kilberg |
| Utbildnings- och kulturnämnden | S          | Anna Schönning    | S               | Torbjörn Nyholm    |
| Valnämnden                     | C          | Jessica Simonsson | S               | Tord Horn          |

### Internationella relationer
| ”                 | Ockelbo är en del av en alltmer globaliserad värld och vill genom vårt internationella arbete ge möjlighet till kontakt med andra länder. | „ |
| – Ockelbo kommun, | |   |

Syftet med kommunens internationella arbete är dels att lära av andra men också att marknadsföra kommunen. Det internationella arbetet inleddes med vänortssamarbete med nordiska vänorter och då avsåg samarbetet kultur. Senare har kommunen etablerat ett vänortssamarbete med den amerikanska staden Stromsburg, en ort som grundades 1872 av emigrerade Ockelbobor.
Efter Sverige gick med i EU har kommunen gått med i ett samarbete för små landsbygdskommuner inom EU, Charter of European rural Communities. Samarbetet innebär bland annat att Ockelbo har en vänort i respektive EU-land.

## Ekonomi och infrastruktur

### Näringsliv
Ursprungligen utgjordes troligtvis basnäringarna av boskapsskötsel med fäboddrift, jakt och fiske. Lågteknisk järnframställning där myrmalm användes förekom under förhistorisk tid. Under 1600-talet utvecklades järnhanteringen och  Ockelbo blev en järnbruksbygd. Till detta uppstod binäringar i form av kolning, tjärbränning och sågning samt körslor för brukens behov. Men tillgången på malm var liten och behövde fraktas från Svärdsjö, Torsåker och Norberg till de bruk som kom att gå under namnet Ockelboverken, bland annat  Wij, Brattfors, Åbron, Jädraås och Åmot. Det blev allt svårare att få avsättning för järnet och runt sekelskiftet 1700 koncentrerades verksamheten till ett fåtal bruk.

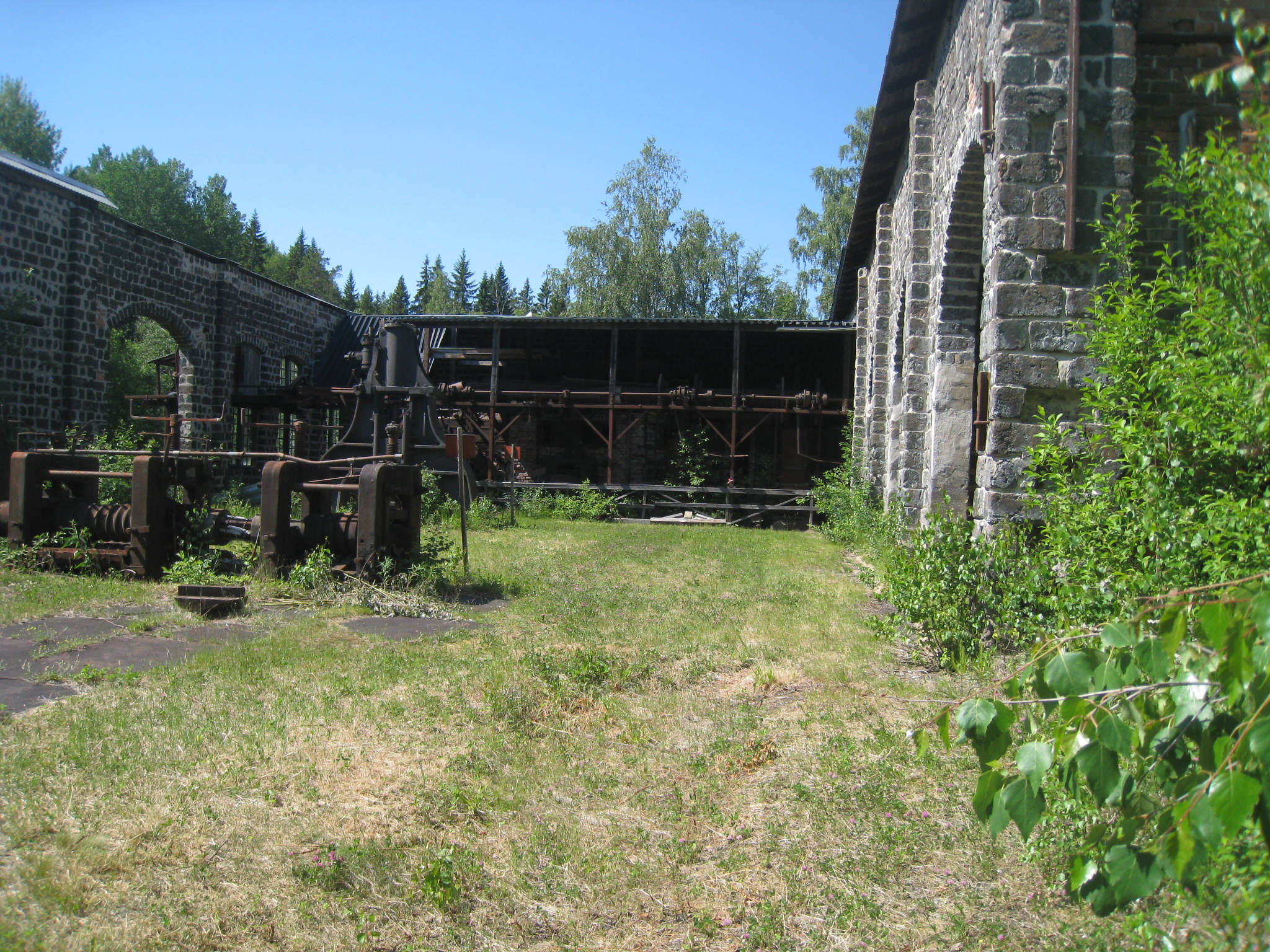
Smedjan i Jädraås. Lancashiresmedjan hade valsverk, ånghammare och ångmaskin. 1905 togs en lancashiresmedja med fem lancashirehärdar och en ångsmälthammare i bruk.

Industrialismen började göra sig gällande i Ockelbo efter 1860-talet. Etableringen av Norra stambanan gjorde att flera småföretag sökte sig till Ockelbo. Under 1870-talet inleddes en sågverks- och massaepok och  avverkning och sågning av trävaror får en helt annan omfattning än tidigare. Två större sågverk etablerades under denna tid Bosågen och Frankssons såg. Det som idag utgör centralorten blev en betydande stationsort och därefter växte ett modernt samhälle fram. Successivt har näringslivet omvandlats till det  differentierade näringsliv som kommunen har idag.

### Infrastruktur

#### Transporter
Kommunen genomkorsas av länsväg 272 (även kallad Tidernas väg) som fungerar som regional led för gods och arbetspendling, besökare till kommunen men också som genomfartsled för långväga transporter. Genom kommunen går även länsvägarna 302 och 303.
Järnhanteringen som växte fram under 1600-talet krävde bra kommunikationer. Därför byggdes ett järnvägsnät upp från Vintjärns gruvor till Norrsundet, Dala–Ockelbo–Norrsundets Järnväg. En del av denna, Jädraås-Tallås Järnväg, används numer som museijärnväg.

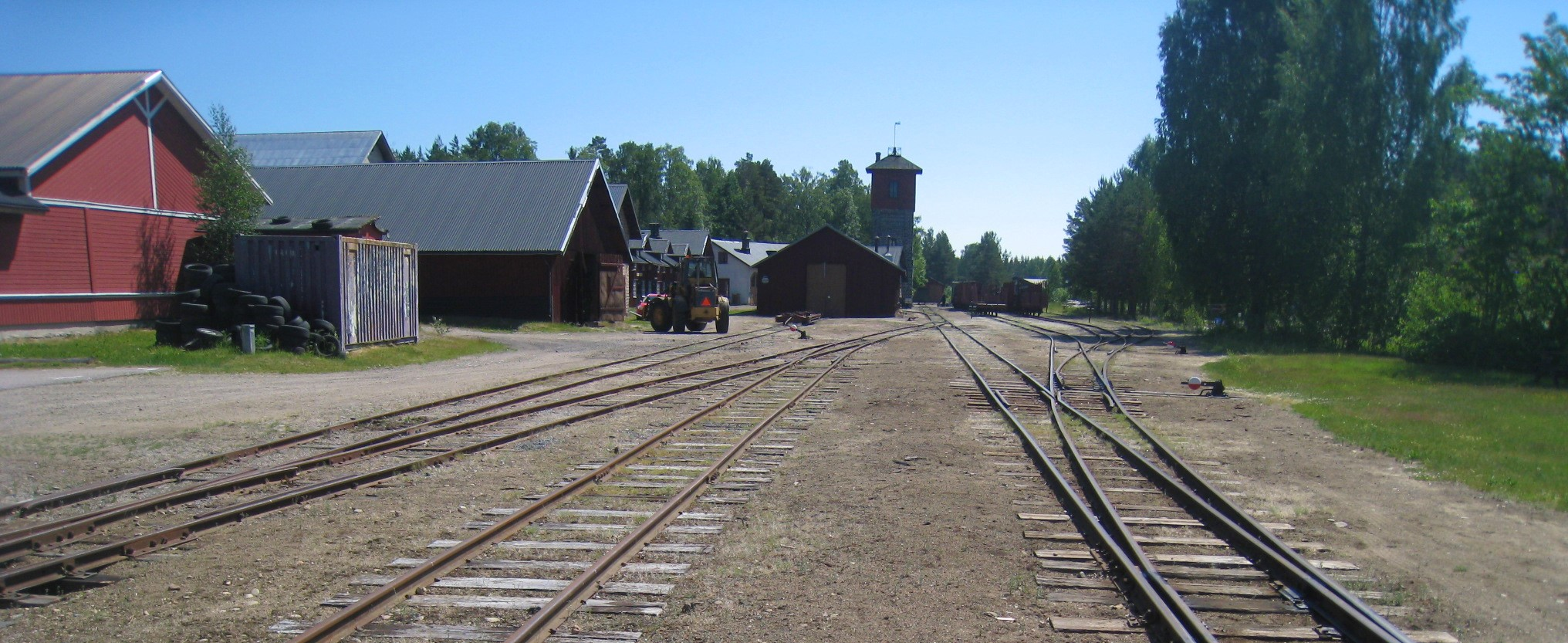
Jädraås stationshusområde vid Jädraås-Tallås Järnväg 2020.

Genom kommunen går även Norra stambanan som är hårt belastad på vissa sträckor genom området. På sträckorna Mo Grindar-Holmsveden, Kilafors-Bollnäs och Ramsjö-Ånge-Bräcke är banan dubbelspårig.

## Befolkning

### Demografi

#### Befolkningsutveckling
Kommunen har 5 700 invånare (31 mars 2025), vilket placerar den på 263:e plats avseende folkmängd bland Sveriges kommuner. Nästintill årligen minskade kommunens befolkning fram till 2015. Därefter har trenden vänt vilket kan härledas till inflyttning från utlandet.
| Befolkningsutvecklingen i Ockelbo kommun 1970–2020 | Befolkningsutvecklingen i Ockelbo kommun 1970–2020 | Befolkningsutvecklingen i Ockelbo kommun 1970–2020 | Befolkningsutvecklingen i Ockelbo kommun 1970–2020 | Befolkningsutvecklingen i Ockelbo kommun 1970–2020 |
| -------------------------------------------------- | -------------------------------------------------- | -------------------------------------------------- | -------------------------------------------------- | -------------------------------------------------- |
|                                                    |                                                    |                                                    |                                                    |                                                    |
| År                                                 |                                                    |                                                    | Folkmängd                                          |                                                    |
| 1970                                               | 1970                                               |                                                    | 6 725                                              |                                                    |
| 1975                                               | 1975                                               |                                                    | 6 410                                              |                                                    |
| 1980                                               | 1980                                               |                                                    | 6 663                                              |                                                    |
| 1985                                               | 1985                                               |                                                    | 6 438                                              |                                                    |
| 1990                                               | 1990                                               |                                                    | 6 484                                              |                                                    |
| 1995                                               | 1995                                               |                                                    | 6 478                                              |                                                    |
| 2000                                               | 2000                                               |                                                    | 6 189                                              |                                                    |
| 2005                                               | 2005                                               |                                                    | 6 051                                              |                                                    |
| 2010                                               | 2010                                               |                                                    | 5 936                                              |                                                    |
| 2015                                               | 2015                                               |                                                    | 5 849                                              |                                                    |
| 2020                                               | 2020                                               |                                                    | 5 884                                              |                                                    |

#### Utländsk bakgrund
Den 31 december 2014 utgjorde antalet invånare med utländsk bakgrund (utrikes födda personer samt inrikes födda med två utrikes födda föräldrar) 634, eller 11,00 % av befolkningen (hela befolkningen: 5 765 den 31 december 2014). Den 31 december 2002 utgjorde antalet invånare med utländsk bakgrund enligt samma definition 271, eller 4,44 % av befolkningen (hela befolkningen: 6 101 den 31 december 2002).

#### Invånare efter de vanligaste födelseländerna
Den 31 december 2014 utgjorde folkmängden i Ockelbo kommun 5 765 personer. Av dessa var 547 personer (9,5 %) födda i ett annat land än Sverige. I denna tabell har de nordiska länderna samt de 12 länder med flest antal utrikes födda (i hela riket) tagits med. En person som inte kommer från något av de här 17 länderna har istället av Statistiska centralbyrån förts till den världsdel som deras födelseland tillhör.
| Födelseland      | Födelseland                       | Födelseland |
| ---------------- | --------------------------------- | ----------- |
| 31 december 2014 |                                   |             |
| 1                | Sverige                           | 5 218       |
| 2                | Afrika: Övriga länder             | 171         |
| 3                | Finland                           | 95          |
| 4                | Afghanistan                       | 45          |
| 5                | Europeiska unionen: Övriga länder | 41          |
| 6                | Asien: Övriga länder              | 37          |
| 7                | Thailand                          | 28          |
| 8                | Polen                             | 22          |
| 9                | Tyskland                          | 20          |
| 10               | Irak                              | 18          |
| 11               | Iran                              | 11          |
| 11               | Turkiet                           | 11          |
| 13               | Somalia                           | 10          |
| 14               | Norge                             | 9           |
| 14               | Sydamerika                        | 9           |
| 16               | Europa utom EU: Övriga länder     | 7           |
| 17               | Danmark                           | 5           |
| 18               | Nordamerika                       | 3           |
| 19               | Kina                              | 2           |
| 20               | Island                            | 1           |
| 20               | / SFR Jugoslavien/FR Jugoslavien  | 1           |
| 20               | Oceanien                          | 1           |
| 23               | Bosnien och Hercegovina           | 0           |
| 24               | Okänt födelseland                 | 0           |
| 25               | Sovjetunionen                     | 0           |
| 26               | Syrien                            | 0           |

## Kultur

### Kulturarv

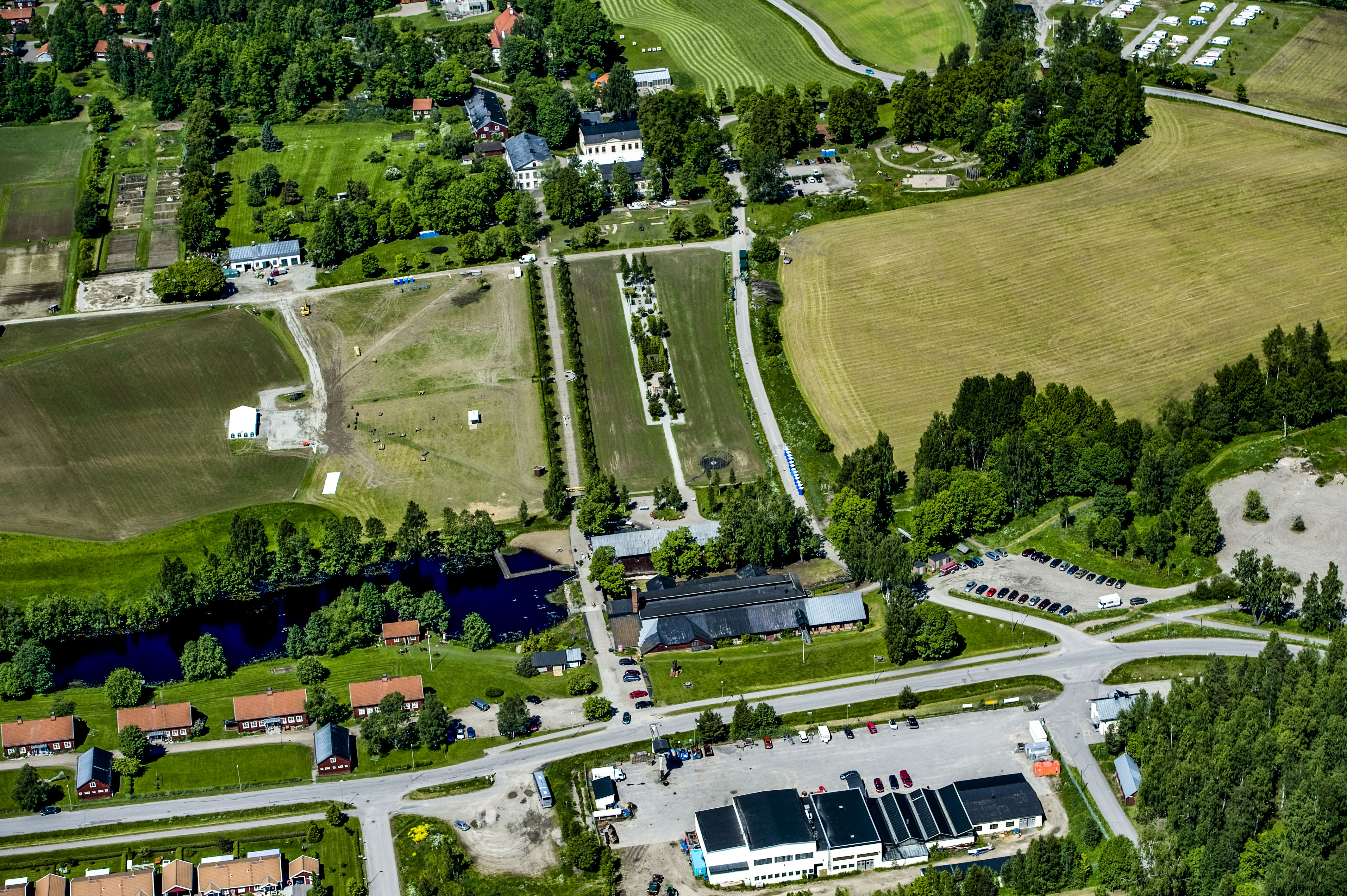
Wij valsverk (Vi 1:150) 2010.

År 2022 fanns två riksintressen för kulturmiljövård. Ockelbo och Vi är beläget mitt i Ockelbo socken. Där möts den förhistoriska färdvägen på Enköpingsåsen och Testboåns förhistoriska vattenled. Området visar ortens utveckling från järnåldern till början av 1900-talet. Mot gränsen till Dalarna ligger kommunens andra riksintresse för kulturmiljövård, Jädraås bruk och Tallås. Detta samhälle etablerades i mitten av 1800-talet när Ockelboverken lät uppföra en masugn vid Jädraån. Området är av riksintresse dels på grund av dess karaktär "som ett tydligt avgränsat, isolerat samhälle som är omgivet av skog" men också för den bebyggelsestruktur som uppkom  mellan 1850- till 1950-talet, anpassad efter de olika verksamheternas behov. År 2022 fanns även två byggnadsminnen: Brattfors bruk och Wij valsverk.

### Kommunvapen
Blasonering: SkölDetta område visar ortens historiska utveckling från järnåldern till början av 1900-talet.d genom granskura kluven i silver, vari tre stolpvis ställda gröna ringar, och grönt, vari en stolpvis ställd smideshammare i silver.
Hammaren syftar på järnhantering, granskuran på skogsbruk och ringarna på kommunens tidigare tre församlingar. Även om blasoneringen specificerar en granskura (dvs. en grantoppskura) så avbildas vapnet alltid med en grankvistskura.

### Sport
Kommunen har etablerat Ungdomsgalan där priser delas ut för bland annat Årets idrottstjej och året idrottskille men också årets ledare och årets lag/grupp.

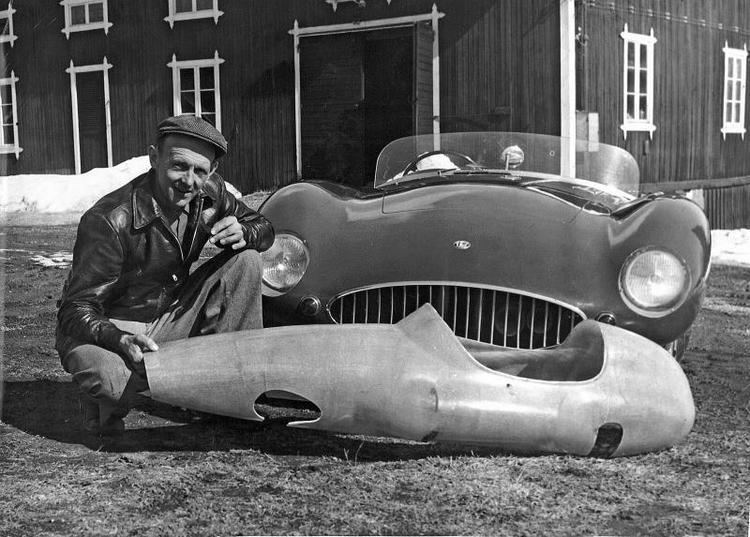
Erik Lundgren och "Ferrarin".

Bland de kända idrottarna i kommunen hittas bland annat racingföraren Ockelbo-Lundgren som bland annat tävlade i Kristianstads GP 1955 för Mercedes fabriksstall.